# Lockheed Constellation
Локхид «Констеллейшн» (англ. Lockheed Constellation, от англ. constellation — «созвездие») — американский поршневой дальнемагистральный авиалайнер. Разработан и производился предприятием Lockheed в 1943—1958 годах во многих модификациях (гражданские и военные варианты). Выпущено 856 машин.

## История разработки
С 1937 года компания «Локхид» работала над проектом пассажирского самолёта L-044 Excalibur — четырёхмоторной машины с герметичной кабиной. Самолёт создавался на базе модели L10 Electra. Проектом заинтересовалась авиакомпания Trans World Airlines (TWA), крупным держателем активов которой был авиаконструктор и бизнесмен Говард Хьюз. Говард Хьюз обещал финансовую поддержку и крупный заказ, но поставил жёсткие условия: пассажировместимость — 44 кресла или 20 спальных мест; максимальная дальность — 5630 км; крейсерская скорость — 450 км/ч; потолок — 6095 м. Самолёт должен был иметь герметичную кабину и без промежуточной посадки преодолевать расстояние от Нью Йорка до Лос-Анджелеса. Также было поставлено условие, что по высоте самолёт должен был вписываться в стандартный ангар TWA. 10 июля 1939 года, в обстановке строгой секретности, был подписан контракт между TWA и «Локхид» на производство нового самолёта.
В том же году Lockheed начал проектные работы по новому самолёту, получившему наименование «L-049 Constellation». К разработке были подключены лучшие специалисты фирмы. Главными конструкторами были назначены аэродинамик Келли Джонсон и конструктор Холл Хиббард. Был придуман фюзеляж сложной формы, напоминающий дельфина. Для отработки оптимальной геометрии планера были проведены более 300 продувок в аэродинамической трубе. В конструкции самолёта были применены множество технологических новинок.
Для обеспечения заданных характеристик пришлось применить воздушные винты диаметром 4,63 м. Это привело к высокому шасси и пришлось разнести двигатели на крыле. Требования по высоте авиалайнера привели к трёхкилевому хвостовому оперению. В ноябре 1938 года было окончательно согласовано техническое задание и началось строительство прототипа. Первоначально Хьюз сделал заказ на 9 самолётов, а затем увеличил его до 40.
Первоначально Говард Хьюз поставил условия, что Lockheed Constellation не будет поставляться ни одной из авиакомпаний, работающей на трансконтинентальных линиях США. Исключение было сделано для Pan American, которые работали на международных линиях, и не составляли конкуренцию TWA. Pan American разместила заказ на 40 самолётов.
После вступления США во Вторую Мировую войну военное ведомство решило забрать заказанные авиакомпаниями самолёты. В сентябре 1942 года был подписан контракт, согласно которому гражданский Lockheed Constellation превращался в военно-транспортный самолёт C-69. ВВС США заказали 180 экземпляров, затем количество увеличили до 313.
Летом 1946 года была остановлена эксплуатация всех выпущенных самолётов L-049, до выяснения причин и устранения дефекта, из-за двух лётных происшествий, связанных с пожаром на борту самолёта во время полёта. Под угрозой аннулирования оказались многочисленные заказы. Авиастроители «Локхид» в короткие сроки нашли причину возгорания доработали электропитание самолёта, изменили схему питания двигателей — вместо впрыска топлива установили карбюраторы. Полёты возобновились в августе.

## Испытания и серийное производство
Прототип решили не строить, а сразу организовать серийное производство. Первый полёт Lockheed Constellation совершил в январе 1943 года. В этот день было выполнено пять полётов, все они прошли почти без замечаний. Затем самолёт перегнали на базу USAAF, где испытания были продолжены. Заказчик остался доволен характеристиками самолёта.
Второй экземпляр в апреле 1944 года совершил рекордный беспосадочный трансконтинентальный перелёт с заводского аэродрома Локхид в Вашингтон. Рейс продолжался 6 часов 57 минут 51 секунду.
Серийное производство C-69 началось в октябре 1944 года. В начале 1945 года военные начали эксплуатацию самолёта на трассах, связывающих США и Европу. Самолёты пилотировали лётчики TWA и Pan American. К этому времени Пентагон потерял интерес к самолёту, в итоге сначала заказ был сокращён до 79 машин, а поставлено было всего пятнадцать экземпляров. Теперь «Локхид» смог переключиться на рынок гражданской авиации, ради которого этот самолёт и был создан.
Семь военных C-69, находившиеся в производстве были переделаны в гражданские Lockheed Constellation. В октябре 1945 года был получен сертификат типа, что позволило эксплуатировать самолёт на коммерческих авиалиниях. К этому времени количество самолётов заказанных различными авиакомпаниями превысило сто экземпляров.

## Эксплуатация

### В периодВторой мировой войны

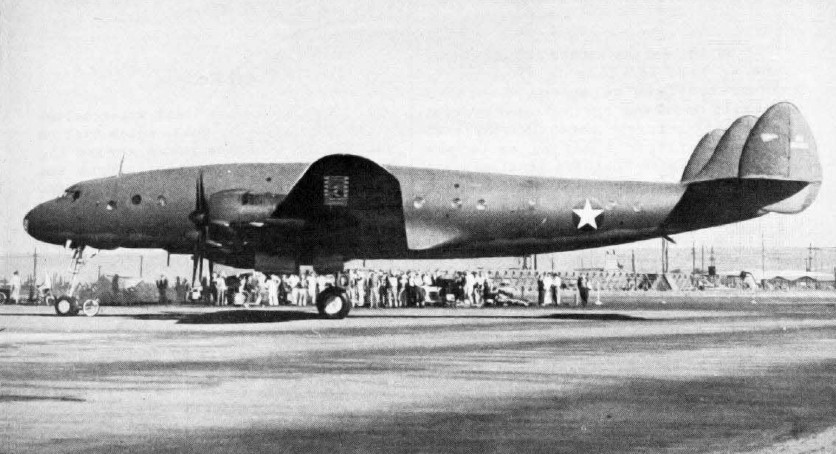
Первый Lockheed Constellation, 9 января 1943

Самолёт, изначально проектировавшийся как гражданский авиалайнер, был запущен в серийное производство как военно-транспортный самолёт под обозначением C-69 Constellation. Армия США заказала 202 машины, из них к окончанию войны было построено 22 (причиной этого была нехватка моторов, которые ставились на более необходимые тогда стратегические бомбардировщики Боинг Б-29), но заказчик получил только 15. Остальные семь были переделаны в гражданские L-149 ещё на заводе. Самолёты С-69 поступили в ВВС армии США в мае 1944 года и эксплуатировались в основном на территории Соединённых Штатов. Самолёты ограниченно использовались для транспортировки грузов и войск, одна машина (C-69C (L-549) — для перевозки военного руководства. Производство военных самолётов завершили в сентябре 1945 года и до конца года С-69 были проданы различным авиакомпаниям. В январе 1945 года авиакомпания TWA заключила контракт с транспортным командованием ВВС США на совместное регулярное использование С-69. В этот период были совершены первые беспосадочные рейсы Нью-Йорк—Париж с рекордным временем 14 часов 12 минут.

### Послевоенное время
В послевоенные годы Lockheed Constellation получил широкое распространение на гражданских авиалиниях. Самолёт предоставлял пассажирам значительный комфорт по сравнению с предыдущими моделями пассажирских лайнеров. Достаточно высокая для тех времён скорость, относительно доступные цены на авиабилеты, дальность полёта сделали авиалайнер популярной машиной у авиаперевозчиков (и пассажиров). Самолёты Constellation эксплуатировались такими авиалиниями как TWA, Eastern Air Lines, Pan American World Airways, Air France, BOAC, KLM, Qantas, Lufthansa, Iberia Airlines, Panair do Brasil, TAP Portugal, Trans-Canada Airlines (позже Air Canada), Aer Lingus и VARIG.

### США
TWA
Авиакомпания TWA получила первый самолёт 14 ноября 1945 года, это был конверсионный С-69, от которого отказались ВВС (USAAF). С ноября 1945 по февраль 1946 года проводилось обучение лётного и наземного персонала. В это время проводились тренировочные полёты по будущим линиям TWA. Первый опытный трансатлантический рейс Вашингтон — Париж с посадками в аэропортах Гандер в канадской провинции Ньюфаундленд и «Шаннон» в Ирландии был выполнен 3 декабря 1945 года.
Регулярные пассажирские трансатлантические рейсы на маршруте Нью-Йорк — Париж были начаты компанией Trans World Airlines 6 февраля 1946 года. В это же время самолёт стал эксплуатироваться на трансконтинентальных линиях, связывающих крупнейшие города восточного и западного побережья США. Всего в составе TWA побывало 78 самолётов Lockheed Constellation различных модификаций.
Pan American
В составе авиакомпании находилось 34 самолёта Lockheed Constellation. Поступления начались в 5 января 1946 года. Первый коммерческий рейс состоялся в феврале 1946 года из Нью-Йорка на Бермудские острова. Благодаря «Constellation», сеть международных линий авиакомпании стала глобальной и авиакомпания сменила название на «Pan American World Airways». 17 июня 1947 года авиакомпания Pan American World Airways открыла первый регулярный кругосветный авиарейс, он был выполнен самолётом L749 Cipper America. Рейс PA101 следовал по маршруту Сан-Франциско—Гонолулу—Токио—Гонконг—Бангкок —Калькутта—Дели—Бейрут—Стамбул—Франкфурт—Лондон—Нью-Йорк. Время в пути составляло 46 часов. Рейс РА102 осуществлялся по тому же маршруту в обратном направлении. Эти самолёты эксплуатировались в авиакомпании до февраля 1957 года.
American Overseas Airlines
В составе авиакомпании находилось семь экземпляров Constellation. Самолёты эксплуатировались на линиях, связывающих крупные города США с Европой. В 1948 году самолёты авиакомпании участвовали в обеспечении Западного Берлина («Берлинский мост»). В сентябре 1950 года авиакомпания была поглощена авиакомпанией Pan American и все самолёты были переданы новому владельцу.
Eastern Air Lines
Эксплуатация самолётов началась в мае 1947 года. Авиакомпания была единственным эксплуатантом самолётов версии L-649, которые позже были переоборудованы под вариант L-749, затем были заказаны семь самолётов L-749 и одиннадцать самолётов версии L-049 были взяты в аренду у TWA. Всего в авиакомпании побывало 32 экземпляра Lockheed Constellation. Самолёты в основном использовались на линии Нью-Йорк—Майами.
Western Air Lines
Шесть самолётов авиакомпании с июля 1967 года по ноябрь 1968 года эксплуатировались на линии связывающую Аляску с основной территорией США. Это была последняя магистральная авиакомпания США, эксплуатировавшая самолёты Lockheed Constellation.

### Австралия
Qantas
Всего в составе главного австралийского перевозчика было семь самолётов Lockheed Constellation. В декабре 1947 года было открыто прямое сообщение из Австралии в Великобританию. На самолётах были смонтированы контейнеры, что позволило перевозить дополнительно 3720 кг груза. Общее время в пути составляло 59 часов 7 минут. В сентябре 1952 года была открыта линия через Индийский океан в Южную Африку. Рейс длился 39 часов 17 минут. В 1955 году самолёты были проданы британской авиакомпании BOAC,

### Великобритания
BOAC
В составе авиакомпании с 1946 по 1963 годы эксплуатировалось 25 экземпляров Lockheed Constellation. Первые пять самолётов были конвертированные С-69. Самолёты выполняли рейсы из Лондона в США, Канаду, Австралию и на Ямайку. Кроме BOAC эти самолёты эксплуатировались ещё в пяти британских авиакомпаниях.

### Израиль
El Al
Государственная авиакомпания Израиля с 1950 по 1962 годы эксплуатировала пять самолётов Lockheed Constellation. Первоначально самолёты служили в ЦАХАЛе, затем были переданы в авиакомпанию. Использовались в основном для перевозки репатриантов в государство Израиль.

### Нидерланды
KLM
Одна из первых европейских авиакомпаний, получивших новые самолёты Lockheed Constellation. С 1946 по 1964 годы в составе авиакомпании эксплуатировалось 26 самолётов. Самолёты связывали трансокеанскими рейсами Амстердам с США, Индонезией, Сингапуром, Японией и Австралией.

### Франция
Air France

Крупнейший европейский эксплуатант самолётов Constellation. Всего с 1946 по 1966 годы в авиакомпании находилось 28 самолётов. Самолёты летали из Парижа в США, на Дальний Восток и в Индию. В 1950-е годы самолёт был переведён на европейские линии.

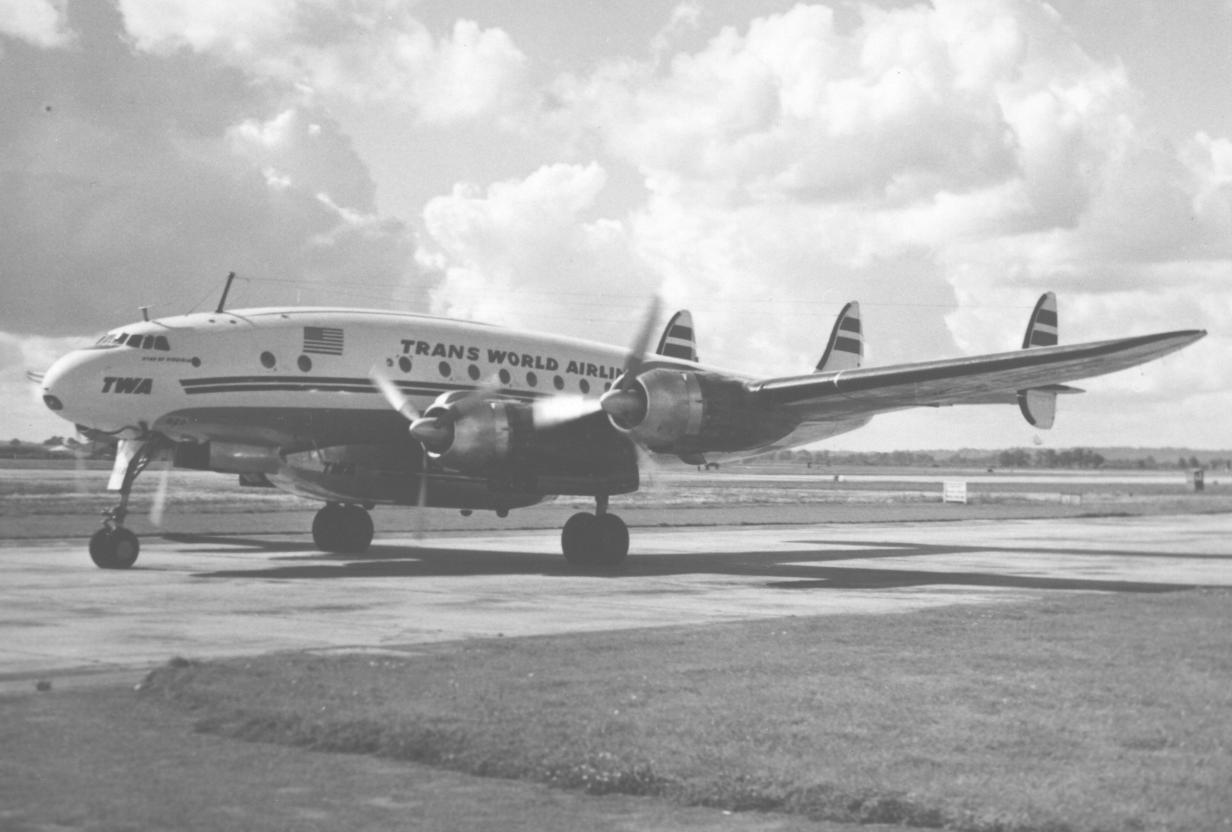
L-749A Constellation компании TWA в Лондоне, аэропорт Хитроу, 1954 год

## Рекорды и достижения

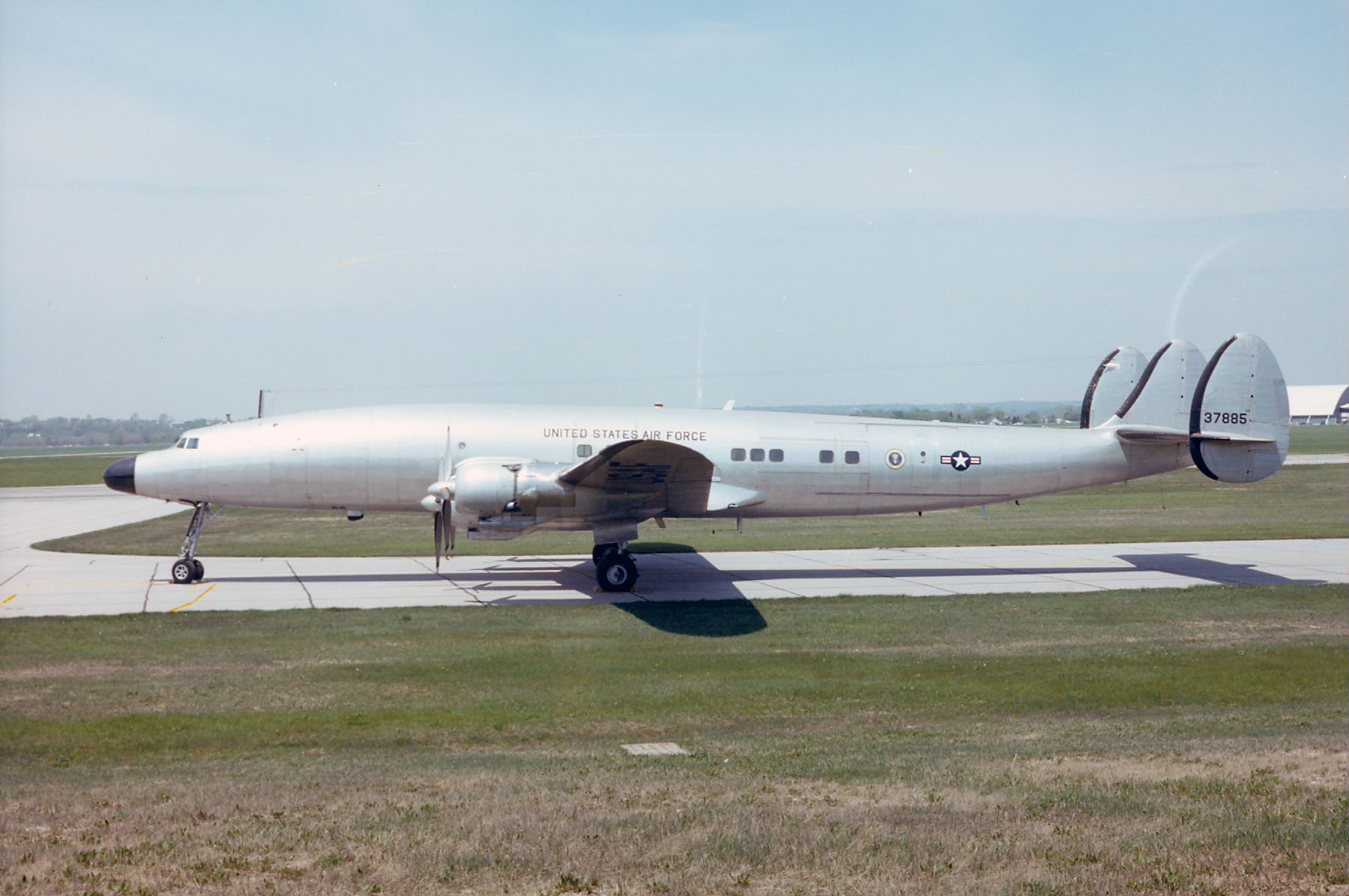
VC-121E Constellation президента США Эйзенхауэра

На самолёте Lockheed Constellation установлено несколько рекордов. Так, 17 апреля 1944 года самолёт первой производственной серии (L049), пилотируемый Говардом Хьюзом и президентом TWA Джеком Фраем, совершил рейс из Бербанка в штате Калифорния в Вашингтон за 6 часов 57 минут со средней скоростью по маршруту 532,5 км/ч.
29 сентября 1957 года самолёт L-1649A Starliner (значительно усовершенствованный вариант Constellation) перелетел из Лос-Анджелеса в Лондон за 18 часов 32 минуты со средней скоростью по маршруту 470,6 км/ч. Самолёту L-1649A принадлежит мировой рекорд продолжительности пассажирского беспосадочного рейса: 1-2 октября 1957 борт TWA совершил рейс из Лондона в Сан-Франциско за 23 часа 19 минут. Средняя скорость на маршруте длиной 8610 км составила 369,2 км/ч.

## Прекращение эксплуатации
Появление на авиалиниях первых реактивных пассажирских самолётов, таких, как de Havilland Comet, Boeing 707, Douglas DC-8 и Convair 880 в 1950-х практически решило судьбу Constellation. Новые машины были несравненно быстрее и комфортабельнее, технически совершеннее, чем спроектированный в начале 1940-х поршневой авиалайнер. Самолёт был быстро вытеснен с трансконтинентальных и трансатлантических авиалиний и переведён на внутренние авиарейсы. Последний регулярный пассажирский полёт в США был выполнен авиакомпанией TWA (борт L749) 11 мая 1967 года по маршруту Филадельфия — Канзас-Сити. Однако эксплуатация машин в грузовом варианте и на нерегулярных перевозках продолжалась ещё несколько лет, по некоторым данным — до 1993 года.
Значительную роль в прекращении эксплуатации сыграла и высокая стоимость самолёта. Фюзеляж сложной формы и переменного сечения был дороже в производстве, чем более простые по профилю фюзеляжи новых реактивных машин. Поршневые двигатели были сложнее в эксплуатации и обслуживании, имели меньший ресурс и надёжность, нежели турбореактивные.

## Конструкция
Lockheed Constellation — цельнометаллический свободнонесущий низкоплан классической схемы с четырьмя поршневыми двигателями, убираемым шасси и трёхкилевым оперением.
Фюзеляж — цельнометаллический типа полумонокок. Герметизация внутреннего объёма фюзеляжа потребовала применения круглого сечения. Герметичная часть фюзеляжа начиналась от переднего гермошпангоута, расположенного в носовой части, и заканчивалась задним гермошпангоутом, расположенном в хвосте самолёта. Фюзеляж, который вмещал в себя кабину экипажа, пассажирский салон и багажные отсеки имел систему наддува, позволяющую поддерживать в салоне заданное давление. Все стыки герметичной части фюзеляжа уплотнялись герметиком, также герметизировались двери, люки. Пол пассажирского салона был выполнен из стекловолокна, поверх которого укладывалась фанера. Под полом пассажирского салона находились два герметичных багажных отсека, попасть в которые можно было из салона или через люки в обшивке фюзеляжа. Передний багажный отсек располагался от ниши передней опоры шасси до переднего лонжерона, а задний от заднего лонжерона до гермошпангоута.
В носовой части герметичного объёма кабина экипажа, с рабочими местами командира, второго пилота, бортинженера и бортрадиста. Вход в кабину осуществлялся через дверь, расположенную на правом борту. Позади кабины экипажа находился отсек для отдыха экипажа (для дальних рейсов) или этот отсек оборудовался как грузовой. В левой части этого отсека предусмотрено место для штурмана, в потолке астрокупол.
Большую часть фюзеляжа занимал пассажирский салон, который был разделён на три класса. Один из вариантов компоновки: первый класс на 10 мест, экономический на 59 и туристический (самый бюджетный) на 15 мест. Салон первого класса, располагался в хвосте — самом тихом месте у винтовых самолётов. Пассажирские кресла располагались по четыре в ряд с проходом посередине. Кресла были легко съёмными, что позволяло быстро конвертировать салон в грузовой отсек. В задней части салона имелась кухня и два туалета. Кухня находилась в самом конце фюзеляжа и была разделена пополам проходом к туалетам. Для аварийного покидания самолёта на земле, существовало два аварийных выхода на крыло с обеих сторон фюзеляжа. Задняя секция фюзеляжа не была герметичной.
Крыло — цельнометаллическое, свободнонесущее, двухлонжеронное, трапециевидное в плане. Поперечное V 7,5 градусов. Крыло состояло из пяти секций: центроплан, жёстко интегрированный в фюзеляж; две внутренние секции и две внешние консоли с законцовками. Законцовки со встроенными аэронавигационными огнями (АНО )присоединялись к внешним торцам крыла. Внутри центроплана размещались интегрированные ёмкости для топлива. Внутренние секции — передний и задний лонжероны, а также концевые нервюры и внешняя обшивка образовывали пространство для двух топливных баков, которые разделялись нишей для уборки шасси, к передней кромке крепились мотогондолы внутренних и внешних двигателей. Механизация крыла - элероны, снабжённые триммером были установлены по всей длине задней кромки внешней секции крыла, закрылки выдвигались назад и вниз и занимали 2/3 размаха крыла. Угол отклонения закрылков от 0 до 42 градусов. Закрылки управлялись с помощью гидравлики.
Хвостовое оперение — цельнометаллическое свободнонесущее трёхкилевое. Центральный киль монтировался на хвостовой части фюзеляжа, боковые крепились к торцам стабилизатора. Левая и правая половины хвостового оперения были взаимозаменяемы. Оперение оснащалось тремя рулями направления и двумя рулями высоты. Обшивка рулей направления полотняная. Рули направления имели балансировочные триммеры, рули высоты весовую балансировку. Рули высоты и направления навешивались на кронштейны с антифрикционными подшипниками. Триммеры крепились на рояльных петлях.
Шасси — трёхопорное убираемое. Основные опоры убирались в гондолы внутренних двигателей, передняя опора убиралась в нишу носовой части фюзеляжа. Каждая из опор комплектовалась двумя колёсами на единой оси. Для уменьшения износа покрышек, при поворотах, на передней опоре колеса устанавливались под углом друг к другу. Каждое из колёс основных опор оснащалось многодисковым тормозом с антиблокировочным автоматом. Амортизация опор воздушно-масляная. Стойки убирались при помощи гидравлики.
Силовая установка — четыре поршневых 18-цилиндровых двухрядных звездообразных карбюраторных двигателя воздушного охлаждения Wright R-3350-35 Double Cyclon мощностью 2200 л.с. Двигатели устанавливались в мотогондолы на внутренних отсеках крыла и закрывались капотами. Воздушные винты трёхлопастные изменяемого шага диаметром 4,63 м. Топливо бензин с октановым числом 100. На модификациях самолёта применяясь двигатели с различными показателями мощности.

#### Управление и самолётные системы
Гидросистема — на самолёте было установлено две гидросистемы с рабочим давлением 102 атм. В случае отказа одной из систем, клапан кольцевания позволял подключать вторую систему как резервную.
Управление —  для облегчения управления были установлены гидроусилители. От первой гидросистемы осуществлялось управление элеронами, рулями направления и высоты, от второй управление закрылками, уборкой и выпуском шасси, тормозами колёс основных опор, поворотом колёс передней опоры. В систему уборки передней опоры и в управление закрылками была встроена вспомогательная механическая система управления. Управление двигателями мог осуществлять как пилот, так и бортмеханик с помощью трёх рычагов. Кабели, шкивы и качалки передавали движения от рычагов к валу на двигателе.
Противообледенительная система — на передних кромках крыла и стабилизатора была установлена пневматическая противообледенительная система. Воздух по трубопроводам подавался к резиновым надувным устройствам, расположенным на передних кромках крыла и стабилизатора, которые вспучиваясь сбрасывали лёд. Воздушные винты оснащались спиртовой противообледенительной системой: спирт через трубки подавался на лопасти винтов.
Система кондиционирования и жизнеобеспечения — два центробежных нагнетателя с приводом от внутренних двигателей поддерживали давление в герметичной части фюзеляжа эквивалентное высотам 2400 м и 6000 м. Насосы, устройства нагрева и охлаждения воздуха обеспечивали наддув кабины и салона и поддержания комфортных условий.

## Варианты самолёта

### Коммерческие модификации
L-049

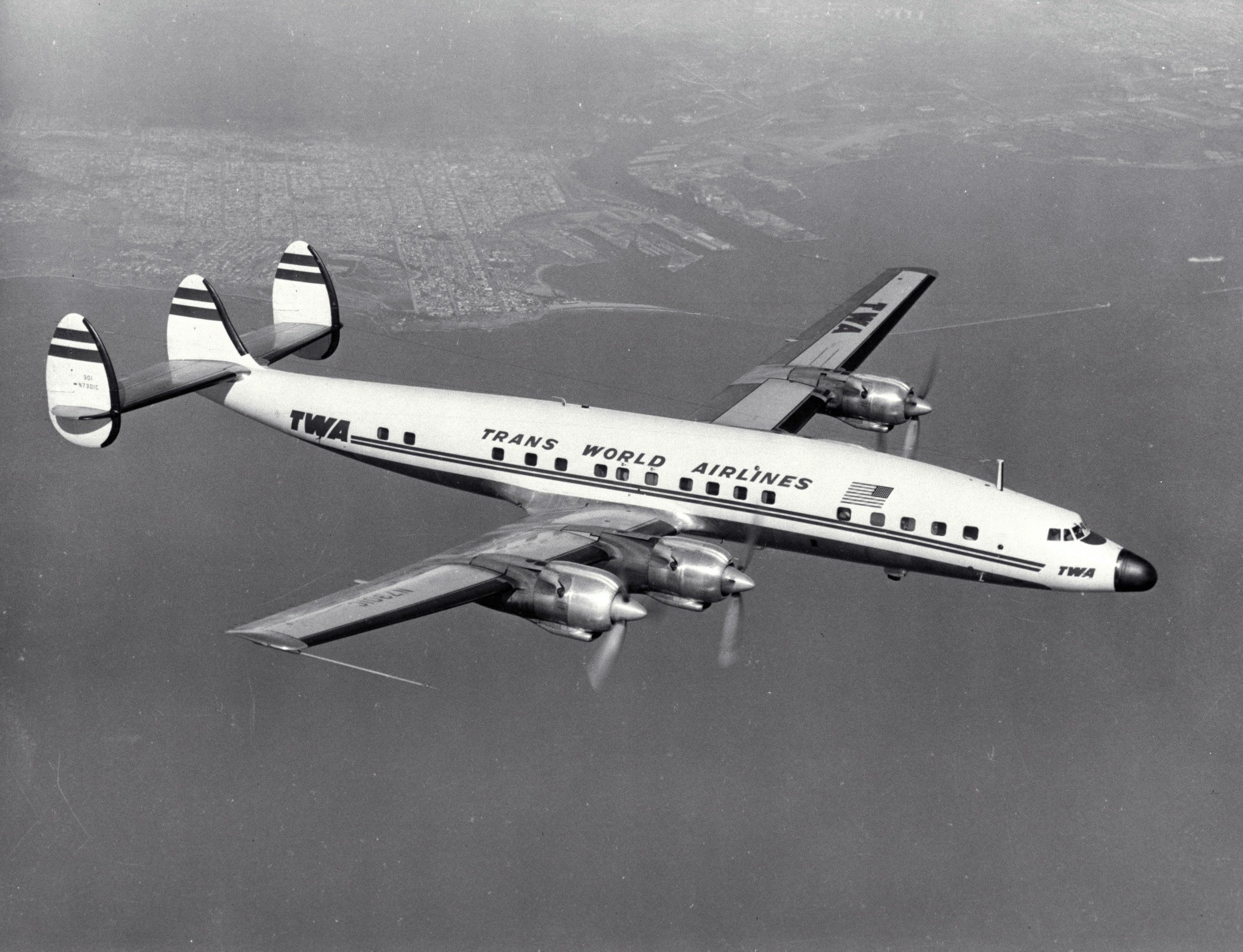
L-1649A Starliner компании TWA

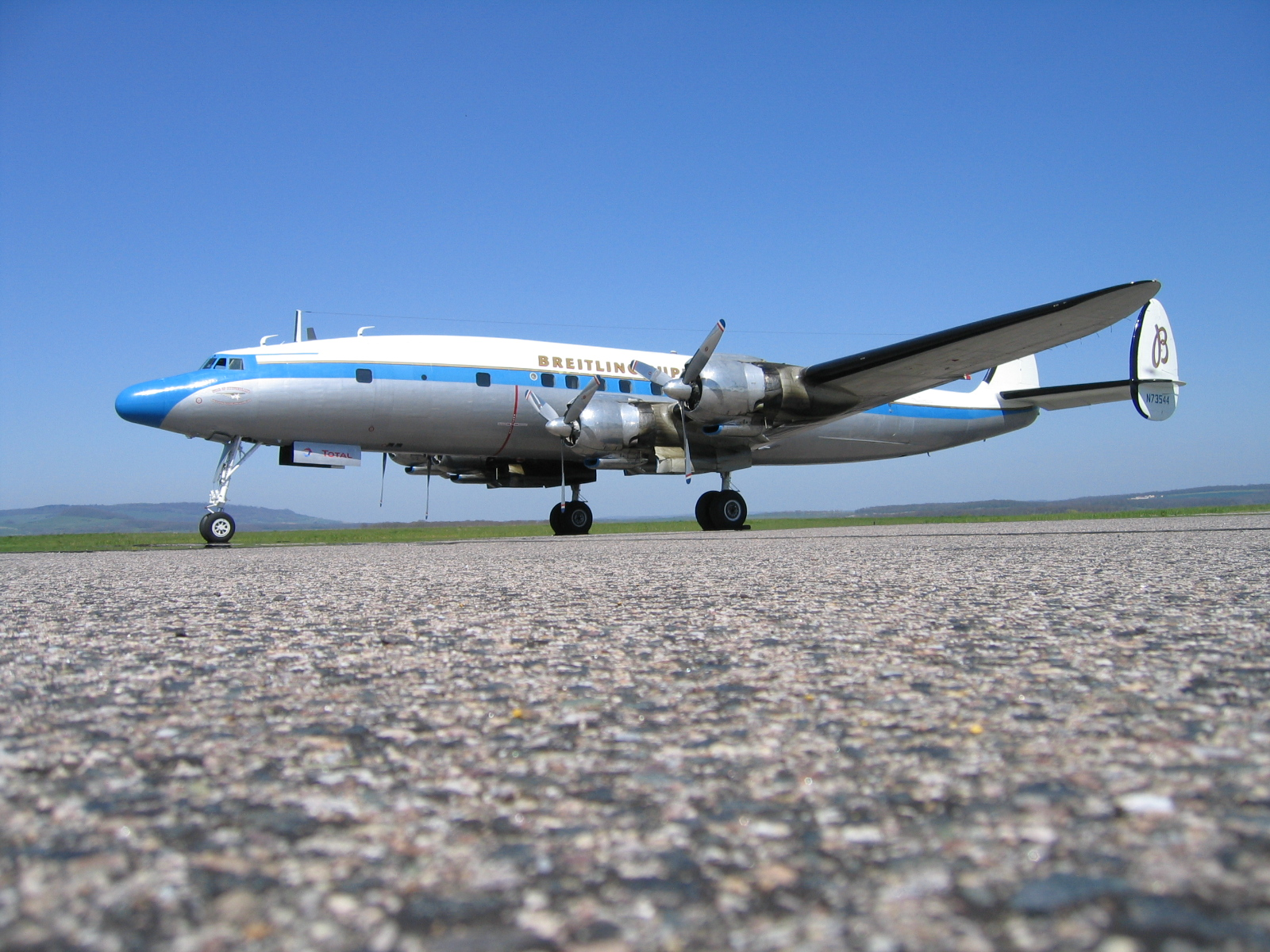
Super Constellation (C-121C)

- L-049 — первая коммерческая модификация. Первые 22 самолёта были поставлены как грузовые C-69. Первый полёт 9 января 1943.
- L-149 — конверсия L-049 для большей дальности с дополнительными крыльевыми топливными баками. Планировалось производство для Pan Am, но самолёты не были построены.
- L-649 — с двигателями R-3350-749C18BD-1 мощностью 2500 л. с. (1865 кВт) каждый, увеличенной до 81 человека пассажировместимостью. Первый полёт 18 октября 1946.
- L-649A — усиленные шасси и фюзеляж.
- L-749 — вариант с увеличенными до 23640 литров баками для беспосадочных трансатлантических рейсов. Первый полёт 14 марта 1947.
- L-749A — усиленные шасси и фюзеляж.

Построено: 88 L-049, 14 L-649 и 131 L-749, включая конверсии ранних моделей и военные версии.
L-1049 Super Constellation
Удлинённая на 5,59 м модификация пассажировместимостью до 109 человек с квадратными иллюминаторами. Все L-1049C и более поздние модели имели турбокомпаундные двигатели. Некоторые поздние модификации имели опциональные топливные баки на законцовках крыла. Первый полёт 14 июля 1951. Всего построено 579 самолётов, включая военные модификации.
- L-1049 — первая модификация, построено 24.
- L-1049C — с двигателями R-3350-872TCC18DA-1 мощностью 3250 л. с. (2425 кВт) каждый, построено 48. Первый полёт 17 февраля 1953.
- L-1049D — грузовая версия L-1049C, построено 4.
- L-1049E — конструктивные улучшения для максимального взлётного веса 68 000 кг, построено 28.
- L-1049G — с более мощными двигателями R-3350-972ТС18DA-3 и топливными баками на законцовках крыла, построено 102.
- L-1049H — грузопассажирская версия L-1049G, построено 53.

L-1649 Starliner
Последняя модель Lockheed Constellation. Дальнемагистральный авиалайнер, спроектированный чтобы конкурировать с Douglas DC-7C. Обтекатель метеорологического радара увеличил длину самолёта на 0,78 м по сравнению с L-1049. Увеличенная дальность полёта — до 11080 км. Первый полёт — 16 октября 1956. Серийный выпуск с 1956 по 1958. Построено 44 самолёта, включая прототип.
- L-1649A — единственная построенная модификация с двигателями R-3350-988TC18EA-2 Turbo Cyclone мощностью 3400 л. с. (2536 кВт) каждый.
- L-1649B — версия с турбовинтовыми двигателями. Не строилась.

### Военные модификации
- C-69 — основная модификация для армии США, транспортный самолёт.
- C-121 — серия для ВВС и ВМС США (в свою очередь — более 30 вариантов самолёта, включая транспортные, морские разведчики, самолёты ДРЛО и РЭБ (EC-121 Warning Star).

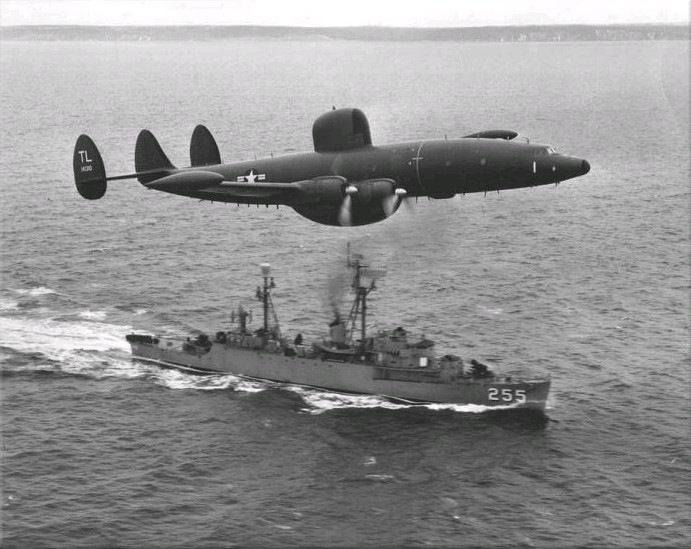
WV-2, самолёт ДРЛО, 1957.

## Характеристики
Lockheed L-1649 Starliner

### Технические
- Экипаж: 5
- Пассажировместимость: 62—95 (109 в особой конфигурации)
- Длина: 35,42 м
- Размах крыльев: 38,47 м
- Высота: 7,54 м
- Вес (пустой): 36 150 кг
- Полезная нагрузка: 29 620 кг
- Вес (максимальный взлётный): 62 370 кг
- Объём топливных баков: 35 120 л
- Топливо: Авиационный бензин 115/145
- Силовая установка: 4×ПД Wright R-3350-TC-18-EA-2 Turbo Compound (18-цилиндровые звездообразные, с турбонаддувом, мощностью 3400 л. с. каждый).

### Лётные
- Максимальная скорость : 607 км/ч
- Крейсерская скорость: 547 км/ч
- Скорость сваливания: 160 км/ч
- Дальность с максимальной нагрузкой: 8700 км
- Дальность с максимальным запасом топлива: 11 300 км
- Практический потолок: 7620 м
- Скороподъёмность: 8,23 м/с
- Длина разбега: 1950 м
- Расход топлива: 1260 кг/час

## Потери
По данным портала Aviation Safety Network за всё время эксплуатации в различных авариях и катастрофах было потеряно 28 самолётов Lockheed Constellation различных модификаций. При этом погибли 590 человек.
| Дата       | Бортовой номер | Место катастрофы   | Жертвы   | Краткое описание |
| ---------- | -------------- | ------------------ | -------- | --- |
| 18.09.1945 | 42-94551       | Топика             | н.д/н.д  | Грубая посадка. |
| 29.03.1946 | NC86510        | Арлингтон          | 0/12     | Выкатился за пределы ВПП и врезался в трансформаторную подстанцию из-за ошибок экипажа. |
| 11.07.1946 | NC86513        | Рединг             | 5/6      | Пожар на борту. Посадка «вслепую». |
| 24.09.1946 | NC88831        | аэропорт Шаннон    | 0/36     | Жёсткая посадка из-за ошибки экипажа. Самолёт списан. |
| 12.10.1946 | NC86512        | Ньюкасл            | 0/8      | Выкатился за пределы ВПП на автомобильную дорогу, врезался в два автомобиля и загорелся. |
| 28.12.1946 | NC86512        | аэропорт Шаннон    | 9/23     | Разбился при заходе на посадку из-за ошибки в показаниях высотомера. |
| 11.05.1947 | NC86508        | залив Делавэр      | 4/4      | Разбился во время тренировочного полёта. |
| 19.06.1947 | NC88845        | Меядин             | 14/36    | Пожар в двигателе. Самолёт совершил аварийную посадку в пустыне. Вторым пилотом самолёта был будущий создатель телесериала «Звёздный путь» Джин Родденберри, который помогал выжившим пассажирам покинуть горящий самолёт. |
| 18.11.1947 | NC86507        | Нью-Касл           | 5/5      | Приземлился мимо ВПП, перевернулся и загорелся. |
| 15.04.1948 | NC88858        | аэропорт Шаннон    | 30/31    | При заходе на посадку врезался в каменный забор и рухнул. |
| 20.10.1948 | PH-TEN         | Глазго Прествик    | 40/40    | Зацепил высоковольтные провода при визуальном заходе на посадку и рухнул. |
| 25.11.1948 | NC90824        | Лос-Анджелес       | 0/23     | В условиях тумана совершил жёсткую посадку, выкатился за пределы ВПП и загорелся. |
| 28.07.1950 | PP-PCG         | близ Граватаи      | 51/51    | Разбился при заходе на посадку в сложных метеоусловиях. |
| 28.06.1951 | N88846         | близ Sanoyea       | 40/40    | Врезался в гору. |
| 22.01.1953 | N38936         | Бербанк            | 0/5      | Загорелся после грубой посадки. |
| 17.06.1953 | PP-PDA         | аэропорт Конгоньяс | 17/17    | Разбился при заходе на посадку. |
| 16.06.1955 | PP-PDJ         | близ Луке          | 16/24    | Разбился при заходе на посадку из-за ошибки пилотирования при выполнении захода на посадку по приборам. |
| 27.07.1955 | 4X-AKC         | близ Петрича       | 58/58    | Сбит болгарскими ПВО после отклонения от маршрута. |
| 30.06.1956 | TWA002         | Большой каньон     | 58+70/70 | Столкнулся с Douglas DC-7 и лишился хвоста, после чего начал резко снижаться и разбился на дне каньона. |
| 12.05.1959 | N2735A         | Канова             | 2/44     | Выкатился за пределы ВПП и загорелся. |
| 22.01.1961 | PP-PDC         | Белу-Оризонти      | 0/59     | Выкатился за пределы ВПП. |
| 01.09.1961 | N86511         | близ Чикаго        | 78/78    | Разбился через минуту после взлёта из-за рассоединения тяги управления с параллелограммным механизмом распределительного клапана руля высоты и потери контроля экипажем над самолётом. |
| 08.11.1961 | N2737A         | Ричмонд            | 77/79    | Через некоторое время после вылета у самолёта остановились оба правых двигателя. Было решено возвращаться обратно. При подходе к аэропорту из-за отсутствия взаимодействия между пилотами был начат преждевременный заход на посадку, который затем был прерван. При повторном заходе на посадку отказал ещё один двигатель, после чего лайнер упал на лес и сгорел. |
| 03.03.1962 | PP-PCR         | Галеан             | 0/н.д    | Посадка с невыпущенным передним шасси. Списан. |
| 14.12.1962 | PP-PDE         | близ Манауса       | 50/50    | Разбился при невыясненных обстоятельствах. |
| 01.03.1964 | N86504         | озеро Тахо         | 85/85    | Разбился при заходе на посадку в метель из-за дезориентации экипажа. |
| 29.05.1972 | PP-PDG         | Крузейру-ду-Сул    | 9/18     | Разбился при заходе на посадку из-за отказа двигателей. |
| 31.08.1979 | HI-260         | Санто-Доминго      | 0/0      | Уничтожен во время урагана. |